# جیجیودن

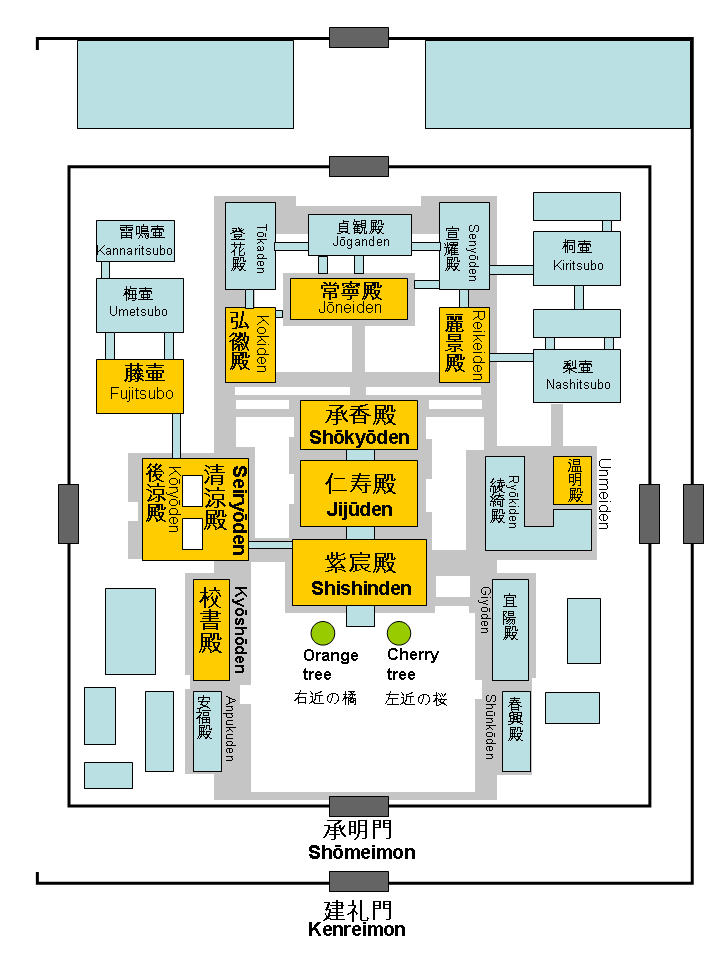

جیجیودن (به ژاپنی: 仁寿殿 じじゅうでん・じんじゅでん)، یکی از ساختمان‌های قصر هی‌آن در دایری هایانکیو بود. به آن چودونو و گودونو نیز می‌گفتند.
تقریباً در مرکز کاخ امپراتوری، شمال شیشیندن، جنوب شوکودن و شرق سیرودن قرار داشت. در قسمت شمالی معبد، کاخ داخلی، شیچیدن گوشا قرار داشت.